# 侏羅紀公園2：失落的世界
《侏羅紀公園2：失落的世界》（英語：The Lost World）是在1995年由美國作家麥可·克萊頓基於1990年發表的個人著作《侏羅紀公園》，所推出的續作小說，後續有在1997年由導演史蒂芬·史匹柏改編成電影上映。

## 劇情
前作《侏羅紀公園》中於哥斯大黎加外海的努布拉島（Isla Nublar）上，被由國際基因公司（InGen）透過基因工程所複製出的恐龍給襲擊的數學家伊恩·馬康姆（Ian Malcolm），在身受重傷情況之下靠著醫院搶救撿回了性命。之後馬康姆與其他存活下來的人們達成了共識，一律對外界否認在努布拉島上發生的事情。
痊癒後的馬康姆有繼續在學院授課，並結識了一位常與他討論各種理論；不過也常因為彼此意見相左而起爭執的友人理查·萊文（Richard Levine）。萊文對於謠傳馬康姆過去曾在努布拉島上遇見恐龍一事感到好奇，但馬康姆向萊文對於此事做出了否認。而萊文之後對在哥斯大黎加海外小島上，有傳出貌似恐龍的生物出現一事感到興趣，之後打聽到在索納島（Isla Sorna）上有此事件的相關消息，便偷偷潛入該地。
當萊文前往索納島讓眾人失去對他的聯繫後，已退休的大學教授索恩（Thorne）透過放在萊文辦公室裡的衛星電話得知他目前正遭遇險境，之後便聯繫了馬康姆，設法組成團隊來前往索納島以拯救萊文。

## 創作過程
由導演史蒂芬·史匹柏將前作小說改編的同名電影於1993年推出上映後，在市場上獲得許多的迴響，麥可·克萊頓便因此常被大眾詢問是否有撰寫續作的可能。在此之前，克萊頓從未對他過去發表的小說寫過續作，當時克萊頓也對「前作」與「續作」兩者之間，抱持著若續作內容看起來和前作一樣，便沒有什麼新鮮感；但續作若讀起來感覺不出前作的味道，又沒辦法稱得上是續作，以上兩種如此矛盾情況的看法。
到了1994年3月，克萊頓對外表示內心已有關於續集劇情的靈感，並同樣會設法讓續集改編成電影。在續集裡克萊頓挑選了前作裡登場的數學家伊恩·馬康姆（Ian Malcolm）來擔任主角，雖然在前作中馬康姆已被描述成因重傷而死去，但克萊頓認為馬康姆具有能向讀者們解釋為何事情發展狀況會變糟的能力，並且適合擔任對一些事物提出諷刺看法的角色，因此有必須採用他的需要。而過去英國小說家亞瑟·柯南·道爾曾將他筆下角色夏洛克·福爾摩斯給賜死：但在後續發表的著作有讓福爾摩斯再度登場，並向讀者們解釋福爾摩斯實際上並未死去的原因，如此的處理手法也被克萊頓作為參考。其中在早期的草稿裡，有著馬康姆提出關於上帝與進化論之間爭議的橋段，但之後被克萊頓認為無助於劇情內容而遭捨棄。
小說的原名「The Lost World」，克萊頓表示即引用自亞瑟·柯南·道爾的同名小說書名，兩者劇情也同樣都是個在中美洲某個被孤立隔離的區域裡，遇上恐龍的冒險故事。此書亦為克萊頓生平之中，唯一編寫過的續作小說。

## 反應

### 銷售
《侏羅紀公園2：失落的世界》推出後，有在1995年10月8日至11月26日期間的8週裡，登上紐約時報暢銷書榜的榜首，並到隔年3月期間都有出現在從該榜單的排名裡。

### 評價
《洛杉磯時報》稱讚克萊頓弄出了一本出色的續作，所寫出的新故事不僅能讓看過前作的讀者帶來先前熟悉感覺，也足以讓對克萊頓最嚴厲且眼紅的批評者們來好好專心閱讀這本書。另表示在書裡出現的迅猛龍和先前作品相較之下，不僅能令人感到更卑劣、厭惡，並比其他人類角色有著更出色的描寫。
《紐約時報》的書評家角谷美智子則未給此書太高的評價，認為劇情老調重彈，沒有前作給人帶來的獨創性與驚奇，並猜測克萊頓似乎是為了讓此書容易翻拍成電影，才編寫這種缺乏想像力的內容。對於小說裡的角色伊恩·馬康姆，角谷美智子批評克萊頓把這位在前作裡應該會死去的人物再度採用到續作裡後，並未花上太多心思摹寫馬康姆來讓他的出現合乎情理，反而使他變成一個只是單純解釋混沌理論的發聲機。
《娛樂週刊》打給此書「B-」的評分，表示內容像是一個散文形式的電子遊戲，就是不斷地出現躲藏、殺戮、死亡的流程。《娛樂週刊》也提出克萊頓在此書一開始就偏離了他的步驟，並沒有使用他過去熟悉的手法，而劇情裡所提出有關生物滅絕以及自然選擇的理論，似乎是克萊頓半心半意來嘗試編寫的內容。而儘管這部小說缺乏新鮮感，整體來說仍能給讀者帶來驚悚感受。

## 外部連結
- 小說《侏羅紀公園2：失落的世界》的官方介紹 （页面存档备份，存于）（英文）